# Български бежанци през Руско-турската война (1877 – 1878)
Бежанското движение е следствие от репресивно действие срещу българското население от страна на Османската империя по време на Руско-турската война (1877-1878) през 1877 - 1878 г.
Бежанското движение започва спонтанно през юли 1877 г. по време на Руско-турската война (1877-1878). Първо е засегнато българското население по долината на р. Тунджа. Изтегля се заедно с Предния Руски отряд (генерал-лейтенант Йосиф Гурко) след отстъплението от Южна България и заемането на Шипченския проход. Първите бежански маси се установяват в района Габрово-Дряново-Велико Търново. Втората вълна е по време на действията Западния Руски отряд (генерал-лейтенант Николай Криденер) в Централна Северна България, свързани с борбата около Плевен. Обхваща районите на Ловеч, Елена и Севлиево. При действията в Североизточна България, българското население напуска долината на р. Бели Лом и р. Черни Лом, временно заета от османската армия. Изоставените им имоти в родните места са подложени от османските сили на грабежи и палежи. Нанесени са значителни материални щети.
Не рядко мъжете-бежанци участват като доброволци в боевете за защита на български селища и позиции на Руската армия: Стара Загора, Ловеч, Елена, връх Шипка, при зимното преминаване на Стара планина и др. Попълват и редовете на Българското опълчение. Нерядко са активна сила във въоръжените стражи и доброволческите чети. Значителен е броя на невъоръжени бежанци, загинали при временно превземана на български селища от османски части: Стара Загора, Ловеч, Елена и др.
До края на военните действия броя на бежанците достига 200 000 души. Заселени са от Временните руски власти в райони съответстващи на техния поминък. На първо време материално са подпомогнати от „Руския Червен Кръст“, Временните руски власти и местното българско население. Участват в обработката и прибирането на реколтата от изоставените турски имоти. След приключването на военните действия през 1878 г. по-голямата част от бежанците се завръща по родните места. Нов етап на бежанското движение започва сред българското население, което остава под властта на Високата порта след подписването на Берлинския договор.